# اوژنی دو مونتیژو
اوژنی دو مونتیژو (فرانسوی: Eugénie de Montijo‎؛ تلفظ فرانسوی: [øʒeni də montiχo]; ۵ مهٔ ۱۸۲۶ – ۱۱ ژوئیهٔ ۱۹۲۰) آخرین ملکه فرانسه (۱۸۵۳–۱۸۷۰) به عنوان همسر امپراتور ناپلئون سوم بود.
او در گرانادا، اسپانیا متولد شد و برای اولین بار با شاهزاده لوئیز ناپلئون پس از آنکه او رئیس‌جمهور جمهوری دوم فرانسه شد همراه مادرش در پذیرایی که توسط «شاهزاده رئیس‌جمهور» در کاخ الیزه در ۱۲ آوریل ۱۸۴۹ ترتیب داده شد، ملاقات کرد.